# 冬虫夏草
冬虫夏草（とうちゅうかそう）は、子囊菌類のきのこの一種で、土中の昆虫類に寄生した菌糸から地上に子実体を作る。中医学・漢方の生薬や、薬膳料理・中華料理などの素材として用いられる。

## 概要
広義には、ニイニイゼミの幼虫に寄生するセミタケ、蛾の幼虫類に寄生するサナギタケなどを幅広く指し、狭義では、チベット等に生息するオオコウモリガの幼虫に寄生して発生するオフィオコルディセプス・シネンシスのみを指す用例がある。
別名を「中華虫草」ともいう。「冬虫夏草」の名称は、チベットで古くに、この菌が冬は虫の姿で過ごし、夏になると草になると考えたことから名付けられた。チベット文字での呼称「དབྱར་རྩྭ་དགུན་འབུ」を漢語に直訳したものが「冬虫夏草」である。

## 分布と生態

### 広義の冬虫夏草の分布
- セミタケ：神社の境内、庭園などに分布するニイニイゼミの幼虫に寄生[1]
- サナギタケ：雑木林でガの幼虫に寄生[1]

また、ジャングルにも多くの種が分布しており、その数は千を超える。それぞれが、蟻、蛾などの昆虫に寄生する。セミタケ、アリタケ、オサムシタケ等が有名である。
2017年7月、宇都宮市で冬虫夏草の新種が発見され、日本菌学会発行の国際学術誌「マイコサイエンス」に発表し、和名を「クサイロコメツキムシタケ」と命名された。2017年からの調査では栃木県内には報告例のなかった種が30 - 40種見つかったという。

### 狭義の冬虫夏草の分布
中国では、チベットなどが原産のオオコウモリガの幼虫に寄生する天然のOphiocordyceps sinensisのみを「冬虫夏草」と呼び、その他の虫に寄生するキノコ類を「虫草（ちゅうそう）」と称する用法が行われている。
チベット高原やヒマラヤ地方の海抜3000メートルから4000メートルの高山地帯で、草原の地中にトンネルを掘って暮らす大型のコウモリガ科の蛾であるHepialus armoricanus Oberthur（中国語: 蝙蝠蛾）の幼虫に寄生する。チベット、青海省、四川省を中心に、雲南省、甘粛省、貴州省などでよく見られ、夏に採取されている。
この種の蛾は夏に地面に産卵し、約1か月で孵化して、土にもぐりこむが、このときに冬虫夏草属の真菌に感染すると、幼虫の体内で菌がゆっくり生長する。幼虫は約4年で成虫となるが、幼虫の中で徐々に増えた菌は、春になると幼虫の養分を利用して菌糸が成長を始め、夏に地面から生える。地中部は幼虫の外観を保っており「冬虫夏草」の姿となる。

## 利用

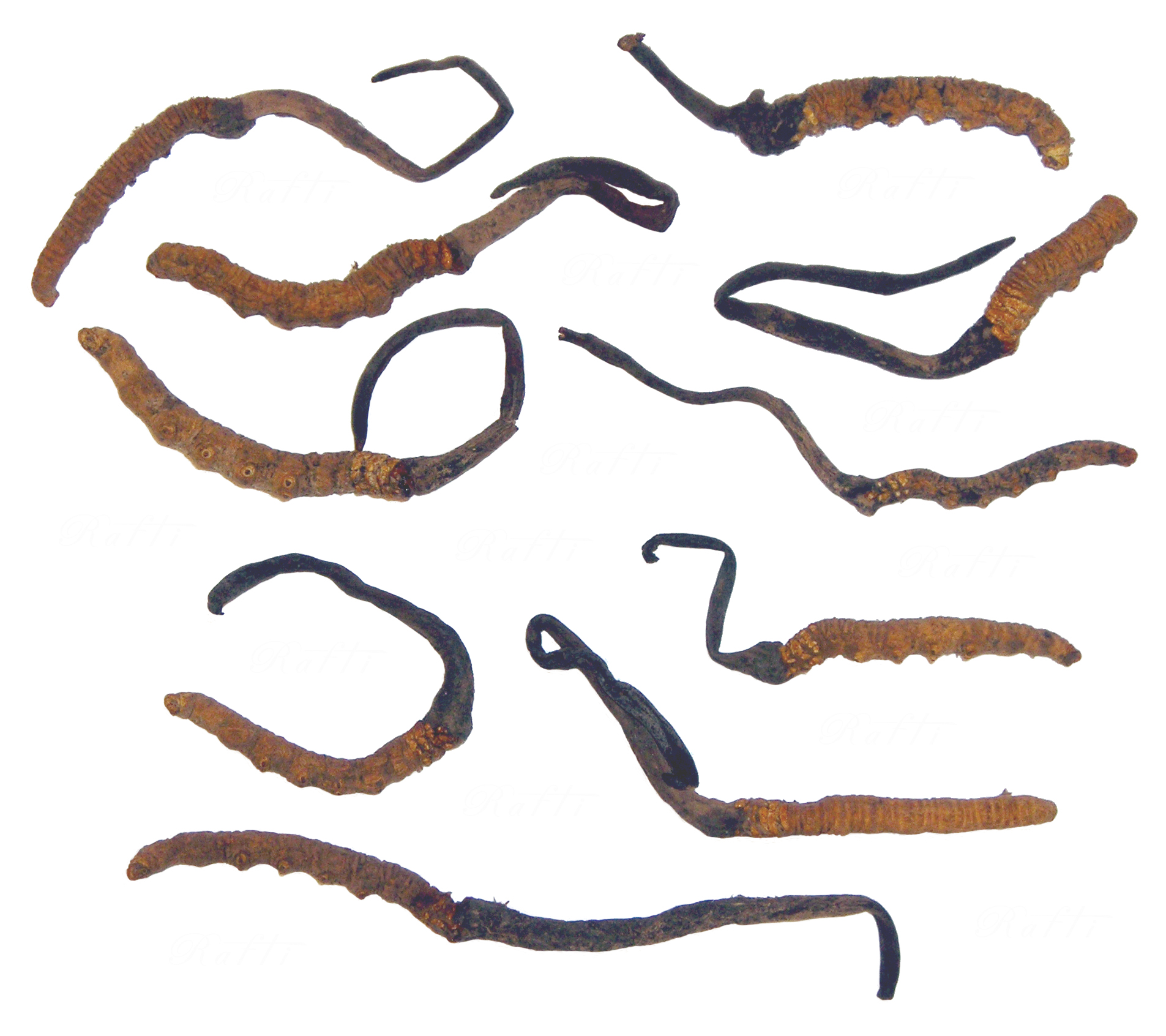
冬虫夏草の乾燥品

中国では冬虫夏草の子実体を菌核化した宿主をつけたまま採集して乾燥し、漢方の生薬もしくは中華料理の薬膳食材として珍重してきた。高値で取引される冬虫夏草の採取は、経済基盤を持たず高原で生活するチベット人にとって、貴重な経済的収入源の一つとなっている。一方で、高値で取引されるため、別の種類の虫草を偽って販売することや、形の似た植物や石膏で作った偽物を販売して問題となる事例もたびたび発生しているという。また、販売の際はグラム単位で値がつけられているため、最近では金属粉を塗ったり液体を注入し重量をカサ増しする行為が横行している。

### 薬用（中国）
古くから中国では、菌がセミの幼虫に寄生して生じた「嬋花」が小児の夜泣きなどに使用されていた。

### 薬用（日本）
冬虫夏草エキスは、生体全組織におけるATPの効率的な生産を可能にし、生体全機能の向上改善に寄与すると考えられている。毒性作用は認められていない。冬虫夏草菌類から免疫抑制物質が発見され、それをもとにした創薬が期待されている。冬虫夏草の摂取によって、陸上競技男子中長距離選手の身体的コンディションに好影響を与えることが示唆された。
日本では、オオコウモリガは自然界には棲息せず、子嚢菌門核菌綱ボタンタケ目バッカクキン科の茸として冬虫夏草属があり、この属に属するキノコ類の総称としてひろく冬虫夏草と呼ぶ用法が行われている。
日本の漢方界（薬学分野）では、「冬虫夏草」の呼称を、中国に倣い、オオコウモリガに寄生するO. sinensisのみに限定する用法とともに、はばひろく、冬虫夏草属（Cordyceps）の菌やスチルベラ科（Stilbellaceae）などの菌も含む、昆虫や菌に寄生して発生する麦角菌類の総称としても用いる用法が行われている。対して、日本の菌学分野では、冬虫夏草の呼称を総称として用いる傾向にあり、O. sinensisは「シネンシストウチュウカソウ」という和名で呼ぶことが多い。
日本の漢方系製薬会社がO. sinensisの人工栽培に成功し、熊本県天草市ほかで生産されているほか、O. sinensis以外の人工栽培を行っている企業もある。

### 食用
四川料理における利用では、下ごしらえをしたアヒルの腹に湯で戻した乾燥冬虫夏草を詰め、ネギ、ショウガ、紹興酒など加えてじっくり煮るスープ「虫草鴨子」（チョンツァオヤーズ）が最も著名である。他にも、スッポン、アワビ、雄牛の生殖器などと煮込む料理も供されている。冬虫夏草はこれらの料理としてじっくりと煮戻しても、あまり柔らかくならず、味らしい味も感じにくい。
冬虫夏草を食材とする文化は本場中国だけにとどまらず、中国周辺の地域にも伝播している。例えば、朝鮮半島では、亀や冬虫夏草などを用いた八卦湯（パルガタン）という料理が存在する。
他に、生薬として健肺、強壮効果、抗がん効果があるとも言われ、薬酒を作る材料として、また、健康食品としてのエキスを抽出するのにも利用される。董艶梅、姜波、曲雲霞ら、馬俊仁コーチが指導した馬軍団所属の陸上競技選手は冬虫夏草エキスを摂取して好成績を残したとも言われる。

## 成分
青海省産の冬虫夏草を分析した例では、炭水化物28.9%、脂肪8.4%、たんぱく質25%で、脂肪の内82.2%が不飽和脂肪酸であった。特徴的な成分として、虫草酸 (cordicepic acid) の別名を持つD-マンニトールを約7%含む他、コルジセピン（cordycepin、3’-デオキシアデノシン）を含み、エルゴステロール、コレステロール、多糖類、ビタミンB12なども含んでいる。

マンニトール
コルジセピン
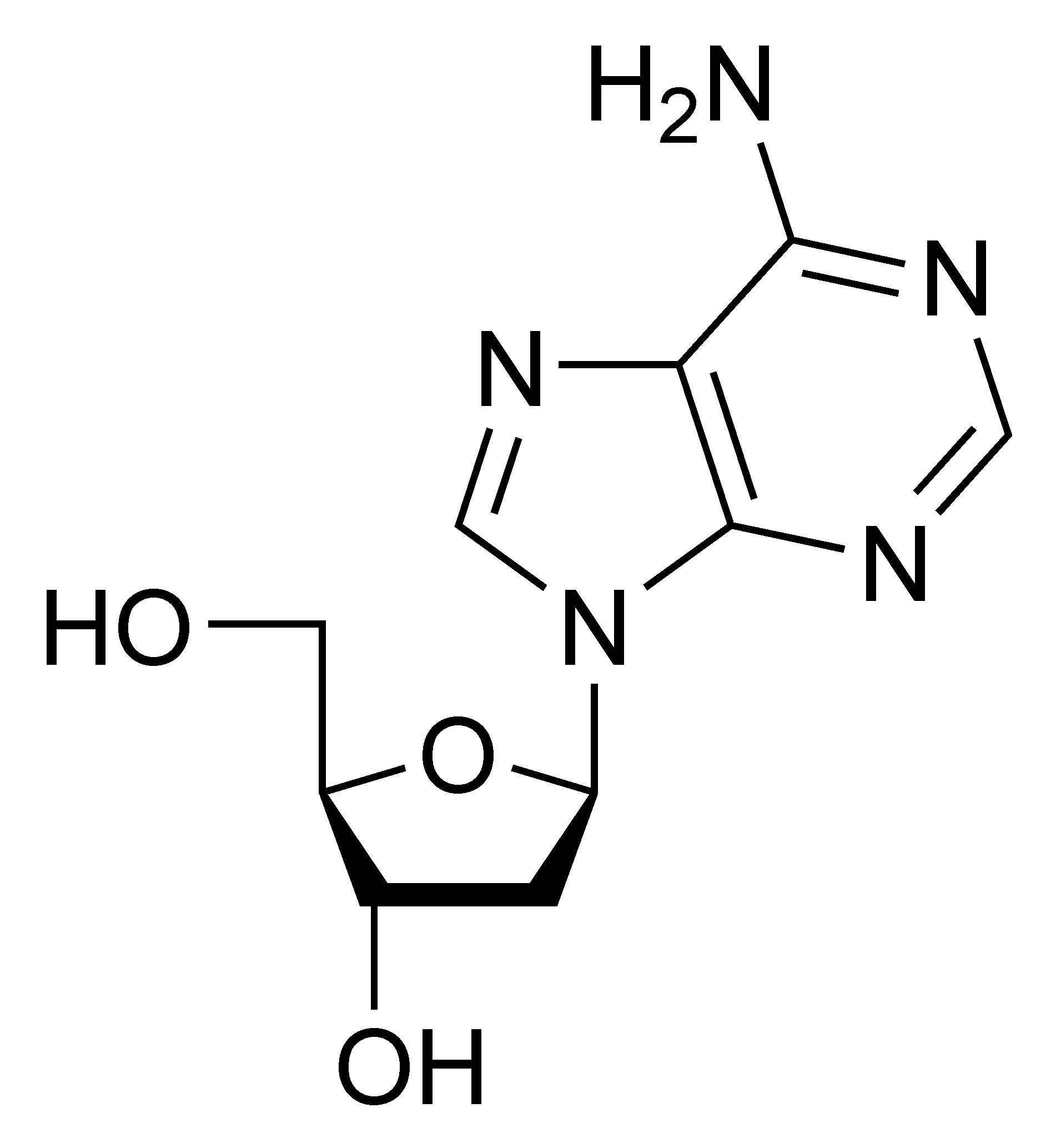
デオキシアデノシン
エルゴステロール

## 参考画像

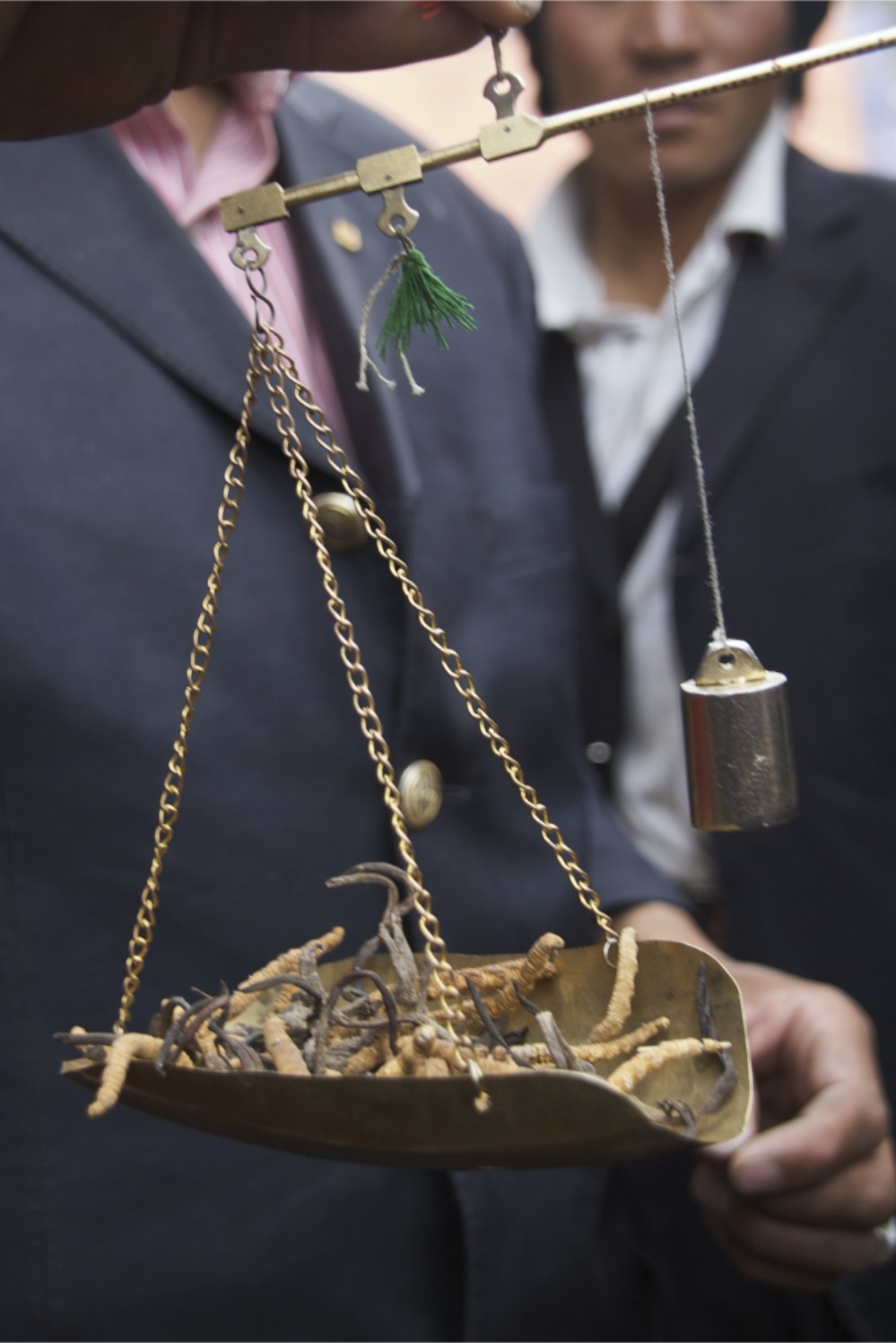
青海省玉樹州での冬虫夏草取引(2009年7月)
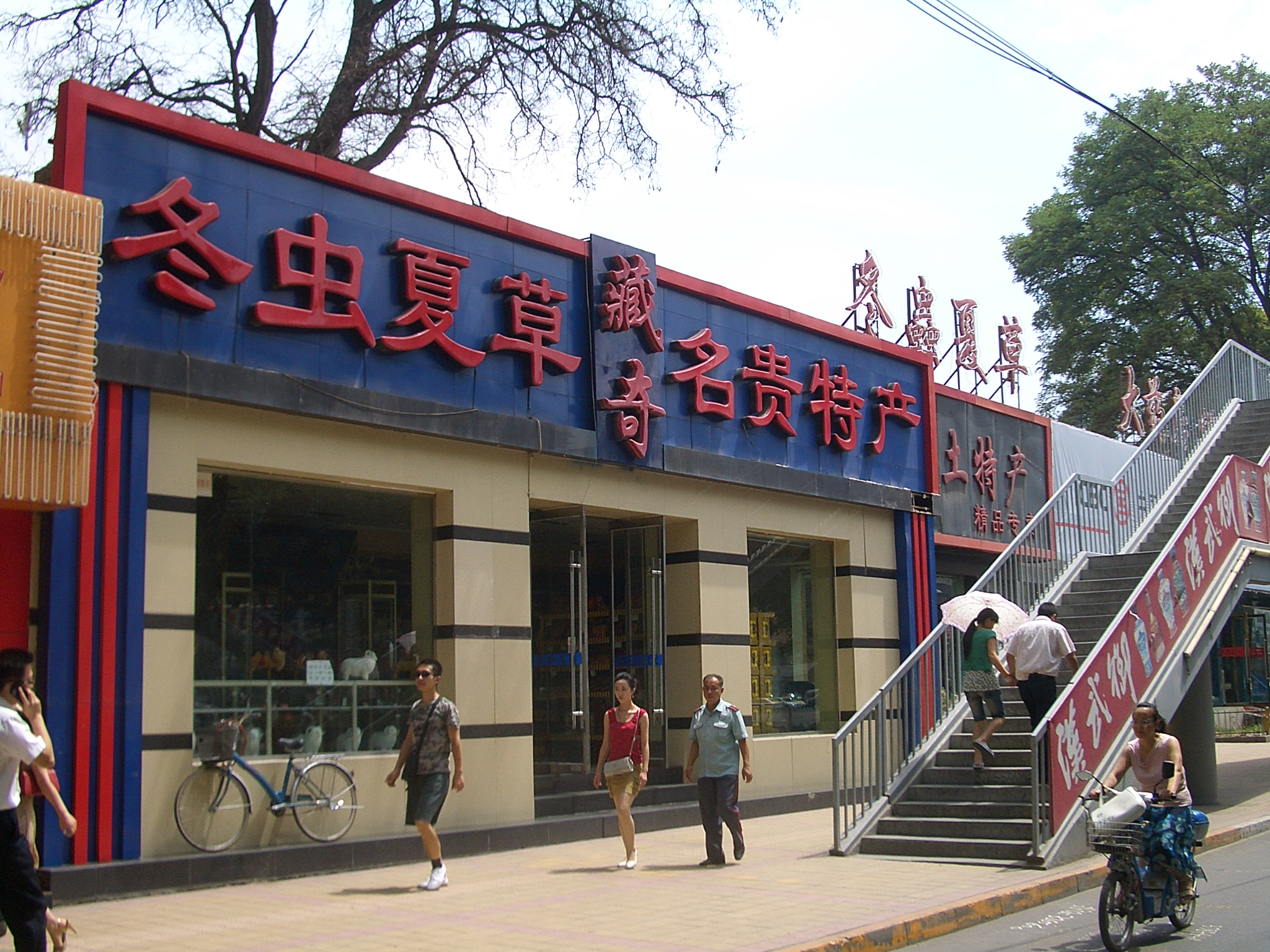
甘粛省蘭州市の冬虫夏草販売店